# Nosodendron tritavum
Nosodendron tritavum is een keversoort uit de familie van de boomsapkevers (Nosodendridae). De wetenschappelijke naam van de soort is voor het eerst geldig gepubliceerd in 1890 door Scudder.
Deze fossiele soort kwam voor in het Oligoceen.